# Гара-Гідіджень
Гара-Гідіджень, Гара-Гідіджені (рум. Gara Ghidigeni) — село у повіті Галац в Румунії. Входить до складу комуни Гідіджень.
Село розташоване на відстані 211 км на північний схід від Бухареста, 83 км на північний захід від Галаца, 121 км на південь від Ясс.

## Населення
За даними перепису населення 2002 року у селі проживали 20 осіб, усі — румуни. Усі жителі села рідною мовою назвали румунську.